# Schottische Badmintonmeisterschaft 1935
Die Schottische Badmintonmeisterschaft 1935 fand in Galashiels statt. Es war die 22. Austragung der nationalen Meisterschaften von Schottland im Badminton. Erstmals wurden die Titelkämpfe separat und nicht im Rahmen der Scottish Open ausgetragen.

## Titelträger
| Disziplin    | Sieger                         |
| ------------ | ------------------------------ |
| Herreneinzel | nicht ausgetragen              |
| Dameneinzel  | nicht ausgetragen              |
| Herrendoppel | E. R. Butcher Edward W. Wilson |
| Damendoppel  | E. W. Greenwood A. J. Gilzean  |
| Mixed        | Edward W. Wilson G. A. Bingham |